# Lista siturilor arheologice din județul Olt - D
Lista siturilor arheologice din județul Olt - D conține toate siturile arheologice din județul Olt înscrise în Repertoriul Arheologic Național (RAN) și aflate în localități al căror nume începe cu litera D. RAN este administrat de Ministerul Culturii și Patrimoniului Național și cuprinde date științifice, cartografice, topografice, imagini și planuri, precum și orice alte informații privitoare la zonele cu potențial arheologic, studiate sau nu, încă existente sau dispărute.
Puteți căuta un sit din localitățile care încep cu litera D folosind formularul de mai jos sau puteți naviga prin toate siturile din județ la Lista siturilor arheologice din județul Olt.
| Cod RAN                                   | Denumire | Localitate                            | Adresă                                  | Datare              | Descoperit | Coordonate                                    | Imagine           | Erori            |
| ----------------------------------------- | --- | ------------------------------------- | --------------------------------------- | ------------------- | ---------- | --------------------------------------------- | ----------------- | ---------------- |
| 126594.01.01 (Cod LMI: OT-I-s-B-08500)    | Așezarea Sălcuța de la Dăneasa / ansamblu anonim (Categorie: locuire civilă) (Tip: Așezare)                                                  | sat Dăneasa, comuna Dăneasa           |                                         | Sălcuța             |            |                                               | Încărcați imagine | Raportați eroare |
| 125631.01.01 (Cod LMI: OT-I-s-B-08501)    | Așezarea din epoca migratiilor de la Drăgănești-Olt - "Săliște" / ansamblu anonim (Categorie: locuire civilă) (Tip: Așezare)                 | oraș Drăgănești-Olt                   | Săliște                                 | sec. II - IV.       |            |                                               | Încărcați imagine | Raportați eroare |
| 125631.02.01 (Cod LMI: OT-I-s-B-08502)    | Așezarea Glina de la Drăgănești-Olt - "Cișmeaua lui Stoenică" / ansamblu anonim (Categorie: locuire civilă) (Tip: Așezare)                   | oraș Drăgănești-Olt                   | Cișmeaua lui Stoenică                   | Glina - III         |            |                                               | Încărcați imagine | Raportați eroare |
| 125631.03.01                              | Situl arheologic de la Drăgănești-Olt-Corboaica / ansamblu anonim (Categorie: locuire civilă) (Tip: Tell)                                    | oraș Drăgănești-Olt                   | Corboaica                               | Gumelnița           |            |                                               | Încărcați imagine | Raportați eroare |
| 125631.03.02                              | Situl arheologic de la Drăgănești-Olt-Corboaica / ansamblu anonim (Categorie: locuire civilă) (Tip: necropola)                               | oraș Drăgănești-Olt                   | Corboaica                               | Sălcuța             |            |                                               | Încărcați imagine | Raportați eroare |
| 125631.03.03                              | Situl arheologic de la Drăgănești-Olt-Corboaica / ansamblu anonim (Categorie: locuire civilă) (Tip: Așezare)                                 | oraș Drăgănești-Olt                   | Corboaica                               | Cernavoda III       |            |                                               | Încărcați imagine | Raportați eroare |
| 125631.03.08                              | Situl arheologic de la Drăgănești-Olt-Corboaica / ansamblu anonim (Categorie: locuire civilă) (Tip: Așezare)                                 | oraș Drăgănești-Olt                   | Corboaica                               | Coțofeni            |            |                                               | Încărcați imagine | Raportați eroare |
| 125631.03.04                              | Situl arheologic de la Drăgănești-Olt-Corboaica / ansamblu anonim (Categorie: locuire civilă) (Tip: Așezare)                                 | oraș Drăgănești-Olt                   | Corboaica                               | Glina               |            |                                               | Încărcați imagine | Raportați eroare |
| 125631.03.05                              | Situl arheologic de la Drăgănești-Olt-Corboaica / ansamblu anonim (Categorie: locuire civilă) (Tip: Așezare)                                 | oraș Drăgănești-Olt                   | Corboaica                               | Verbicioara         |            |                                               | Încărcați imagine | Raportați eroare |
| 125631.03.06                              | Situl arheologic de la Drăgănești-Olt-Corboaica / ansamblu anonim (Categorie: locuire civilă) (Tip: Așezare)                                 | oraș Drăgănești-Olt                   | Corboaica                               | getică              |            |                                               | Încărcați imagine | Raportați eroare |
| 125631.03.07                              | Situl arheologic de la Drăgănești-Olt-Corboaica / ansamblu anonim (Categorie: locuire civilă) (Tip: Așezare)                                 | oraș Drăgănești-Olt                   | Corboaica                               | sec. X              |            |                                               | Încărcați imagine | Raportați eroare |
| 125631.05.01 (Cod LMI: OT-I-s-B-08505)    | Necropola Latene de la Drăgănești-Olt - "Via lui Mocioacă"" / ansamblu anonim (Categorie: descoperire funerară) (Tip: Necropolă)             | oraș Drăgănești-Olt                   | Via lui Mocioacă                        | geto-dacică         |            |                                               | Încărcați imagine | Raportați eroare |
| 125631.04.01 (Cod LMI: OT-I-s-B-08504)    | Așezarea neolitică de la Drăgănești-Olt - "Cișmeaua Papete" / ansamblu anonim (Categorie: locuire civilă) (Tip: Așezare)                     | oraș Drăgănești-Olt                   | Cișmeaua Papete                         | Dudești             |            |                                               | Încărcați imagine | Raportați eroare |
| 125631.07.01                              | Necropola hallstattiana de la Drăgănești-Olt - "str. Titulescu Nicolae" / ansamblu anonim (Categorie: descoperire funerară) (Tip: Necropolă) | oraș Drăgănești-Olt                   | str. Titulescu Nicolae                  | Ferigile - Bârsești |            |                                               | Încărcați imagine | Raportați eroare |
| 125631.08.01 (Cod LMI: OT-I-m-B-08503.01) | Situl arheologic de la Drăgănești - Olt / ansamblu anonim (Categorie: locuire civilă) (Tip: Așezare)                                         | oraș Drăgănești-Olt                   | În partea de vest                       |                     |            |                                               | Încărcați imagine | Raportați eroare |
| 125631.08.02 (Cod LMI: OT-I-m-B-08503.02) | Situl arheologic de la Drăgănești - Olt / ansamblu anonim (Categorie: locuire civilă) (Tip: Așezare)                                         | oraș Drăgănești-Olt                   | În partea de vest                       | Gumelnița           |            |                                               | Încărcați imagine | Raportați eroare |
| 125631.06.01                              | Situl arheologic de la Drăgănești-Olt - "Centrul Civic" / ansamblu anonim (Categorie: locuire civilă) (Tip: Așezare)                         | oraș Drăgănești-Olt                   |                                         | Dudești             |            |                                               | Încărcați imagine | Raportați eroare |
| 125631.06.02                              | Situl arheologic de la Drăgănești-Olt - "Centrul Civic" / ansamblu anonim (Categorie: locuire civilă) (Tip: Așezare)                         | oraș Drăgănești-Olt                   |                                         | Vădastra            |            |                                               | Încărcați imagine | Raportați eroare |
| 125631.06.03                              | Situl arheologic de la Drăgănești-Olt - "Centrul Civic" / ansamblu anonim (Categorie: locuire civilă) (Tip: Așezare)                         | oraș Drăgănești-Olt                   |                                         | sec. VI             |            |                                               | Încărcați imagine | Raportați eroare |
| 126727.01.01                              | Situl arheologic de la Dobrosloveni - S.M.T. / ansamblu anonim (Categorie: locuire) (Tip: Tell)                                              | sat Dobrosloveni, comuna Dobrosloveni | S.M.T.                                  | Criș                |            |                                               | Încărcați imagine | Raportați eroare |
| 126727.01.02                              | Situl arheologic de la Dobrosloveni - S.M.T. / ansamblu anonim (Categorie: locuire) (Tip: Tell)                                              | sat Dobrosloveni, comuna Dobrosloveni | S.M.T.                                  | Sălcuța             |            |                                               | Încărcați imagine | Raportați eroare |
| 126727.01.03                              | Situl arheologic de la Dobrosloveni - S.M.T. / ansamblu anonim (Categorie: locuire) (Tip: Tell)                                              | sat Dobrosloveni, comuna Dobrosloveni | S.M.T.                                  | Boian               |            |                                               | Încărcați imagine | Raportați eroare |
| 126594.02.01                              | Așezare eneolitică de tip tell de la Dăneasa-marginea de SE a satului / ansamblu anonim (Categorie: locuire) (Tip: așezare)                  | sat Dăneasa, comuna Dăneasa           | Marginea de SE a satului                | Gumelnița           |            | 44°08′10″N 24°33′38″E / 44.13604°N 24.56065°E | Încărcați imagine | Raportați eroare |
| 125506.01.01                              | Situl arheologic de la Drăghiceni-Baltă / ansamblu anonim (Categorie: locuire) (Tip: așezare)                                                | sat Drăghiceni, comuna Drăghiceni     | Baltă                                   | sec. II-I           |            | 44°07′03″N 24°15′45″E / 44.11739°N 24.26241°E | Încărcați imagine | Raportați eroare |
| 125506.01.02                              | Situl arheologic de la Drăghiceni-Baltă / ansamblu anonim (Categorie: locuire) (Tip: așezare)                                                | sat Drăghiceni, comuna Drăghiceni     | Baltă                                   | sec. II - III       |            | 44°07′03″N 24°15′45″E / 44.11739°N 24.26241°E | Încărcați imagine | Raportați eroare |
| 126594.03.01                              | Situl arheologic de la Dăneasa - DN 6 Alexandria-Craiova lot. 2. km 156+ / ansamblu anonim (Categorie: locuire) (Tip: Tell)                  | sat Dăneasa, comuna Dăneasa           | DN 6 Alexandria-Craiova lot. 2. km 156+ |                     |            |                                               | Încărcați imagine | Raportați eroare |
| 126594.03.02                              | Situl arheologic de la Dăneasa - DN 6 Alexandria-Craiova lot. 2. km 156+ / ansamblu anonim (Categorie: locuire) (Tip: Așezare)               | sat Dăneasa, comuna Dăneasa           | DN 6 Alexandria-Craiova lot. 2. km 156+ | Gumelnița           |            |                                               | Încărcați imagine | Raportați eroare |
| 125506.02.01                              | Situl arheologic de la Drăghiceni - Valea Oslenilor (km. 178+) / ansamblu anonim (Categorie: locuire) (Tip: Așezare)                         | sat Drăghiceni, comuna Drăghiceni     | Valea Oslenilor (km. 178+)              |                     |            |                                               | Încărcați imagine | Raportați eroare |
| 125506.02.02                              | Situl arheologic de la Drăghiceni - Valea Oslenilor (km. 178+) / ansamblu anonim (Categorie: locuire) (Tip: Așezare)                         | sat Drăghiceni, comuna Drăghiceni     | Valea Oslenilor (km. 178+)              | sec. II-III         |            |                                               | Încărcați imagine | Raportați eroare |
| 125506.02.03                              | Situl arheologic de la Drăghiceni - Valea Oslenilor (km. 178+) / ansamblu anonim (Categorie: locuire) (Tip: Așezare)                         | sat Drăghiceni, comuna Drăghiceni     | Valea Oslenilor (km. 178+)              | sec. VI d. Chr.     |            |                                               | Încărcați imagine | Raportați eroare |
| 125506.03.01                              | Situl arheologic de la Drăghiceni - Baltă (km. 181+) / ansamblu anonim (Categorie: locuire) (Tip: Așezare)                                   | sat Drăghiceni, comuna Drăghiceni     | Baltă (km. 181+)                        | sec. I-II           |            |                                               | Încărcați imagine | Raportați eroare |
| 125506.03.02                              | Situl arheologic de la Drăghiceni - Baltă (km. 181+) / ansamblu anonim (Categorie: locuire) (Tip: Așezare)                                   | sat Drăghiceni, comuna Drăghiceni     | Baltă (km. 181+)                        | sec. II-III         |            |                                               | Încărcați imagine | Raportați eroare |